# Alfons De Cuyper

Activiteiten op de Vrijdagmarkt in Gent met 'Het Toreken,' aan de linkerzijde. (Belgische collectie)

Zicht van Oostende (Belgische collectie)

Alfons De Cuyper (Leuven, 1887 – Gent, 1950) was een Belgisch kunstschilder. 

## Levensloop
Alfons De Cuyper volgde de lessen aan de Koninklijke Akademie voor Schone Kunsten te Gent, onder meer bij Jean Delvin. Hij was een sterk tekenaar en behaalde alle eerste prijzen in die discipline. In 1910 kreeg hij bovendien de Grote Prijs van de stad Gent. In 1913 behaalde De Cuyper de tweede plaats voor de Prijs van Rome.  
Bij de aanvang van zijn schildersloopbaan in 1913 ondernam Alfons De Cuyper een studiereis in Italië. Hij reisde in het gezelschap van zijn klasgenoot Jules Verwest. Hij maakte er vele studies. 
In Gent sprak hem vooral het pittoreske oude stadscentrum aan. Het is karakteristiek dat Alfons De Cuyper van meet af aan een voorliefde had voor dat Gentse kaaileven, met komen en gaan van mensen en paarden tegenover het decor van de Gentse woonhuizen en de silhouetten van de Gentse torens.  
Zijn kunst evoceert de impressionistische romantisch-dramatische stadsgezichten van Albert Baertsoen met een identieke romantische ingesteldheid en de nadruk op de rust en het verstilde.
Baertsoen vatte een spontane sympathie op voor de jonge kunstenaar en bezocht Alfons De Cuyper regelmatig, gaf hem wenken en moedigde hem aan. Ook de Cuyper had een grote bewondering voor de kunst van Baertsoen.
Als de sneeuwgezichten van De Cuyper vol nevelige winterstemming aan Baertsoen herinneren, dan sluiten de meer zonnige stadsgezichten met de drukke markten en bloemenstalletjes meer aan bij het luminisme.
In de jaren veertig had De Cuyper ook een voorliefde voor oogsttaferelen waarin de goudglans van het koren en het trillend zonlicht als het ware een gloed tovert omheen de boeren en boerinnen, wagens en paarden. 
Hij had zijn atelier in Het Pand in Gent. Hij gebruikte er de voormalige refter als tentoonstellingsruimte.  
In 1924 werd Alfons De Cuyper benoemd tot leraar aan de Koninklijke Akademie voor Schone Kunsten te Gent.

## Tentoonstellingen
Alfons De Cuyper stelde regelmatig tentoon te Gent in de galeries Taets, Jordaens, Vyncke-Van Eyck, Pan en in de Kunst- en Letterkring. Hij exposeerde ook in Antwerpen en Brussel en nam telkens deel aan Salons van Gent, Antwerpen en Luik.

## Musea
- Gent, Museum voor Schone Kunsten